# Grégory Poirier
Ne doit pas être confondu avec Gregory Poirier.
Grégory Poirier, né le 9 juillet 1982 à La Rochelle, est un footballeur français, reconverti en formateur puis entraîneur. Depuis juin 2024, il est l'entraîneur du Red Star FC.

## Biographie

### Carrière de joueur

#### ES La Rochelle (1998-2003)
Grégory Poirier grandit à La Rochelle, en Charente-Maritime. Il prend sa première licence à l’Entente Sportive de La Rochelle dès l’âge de 6 ans. Il y gravit tous les échelons. D’abord attaquant, il passe milieu de terrain à l’adolescence. 

#### EP Vergèze (2003-2004)
Après une saison à La Rochelle avec l’équipe première en CFA 2, il s'engage avec l’Entente Perrier Vergèze.

#### AC Arles (2004-2009)
Il signe à l'AC Arles, toujours en CFA 2, en 2004. En l’espace de cinq ans, il va connaître trois montées avec l'équipe arlésienne. Mais alors que le club va se professionnaliser en 2009 avec l’accession en Ligue 2, ses dirigeants préfèrent ne pas le conserver.

#### Nîmes Olympique (2009-2010)
Il s’engage avec le Nîmes Olympique, également en Ligue 2, et signe son premier contrat pro. Blessé la plupart du temps, il ne dispute que 5 matchs de championnat. 

#### Amiens SC (2010-2013)
À l’issue de l’exercice, il rejoint Amiens SC, en National. Fin septembre, il se blesse au tibia et au péroné au début d’un match contre l'UJA Alfortville. Il sera forfait pour le reste de la saison même si le club picard finit deuxième du championnat et accède à la Ligue 2. À nouveau, sur l’exercice 2011-2012, au bout de quelques matchs, le corps médical lui conseille de casser l’os de son tibia pour le redynamiser. Il est arrêté en novembre et ne revient qu’en fin de saison, alors que le club est déjà condamné à la descente. Pour sa dernière année avec l’ASC, il dispute 18 matchs de National. À cause des blessures, il doit mettre un terme à sa carrière à l’âge de 30 ans. 
À l'occasion d'un entretien sur So Foot, Grégory Poirier a fait le bilan de sa carrière de joueur : « J’ai optimisé mes qualités moyennes pour devenir professionnel, à Nîmes ou à Amiens. Je n’étais pas le plus talentueux, mais j’étais déterminé. Dès cette époque, je savais que je voulais être entraîneur, côtoyer le monde professionnel m’a permis d’emmagasiner des connaissances. Mais à 31 ans, j’ai subi quatre opérations pour une double fracture déplacée. Mon corps était inapte… Alors je suis reparti tout en bas, en R2, l’équivalent de la septième division, pour effectuer le métier que je rêvais de faire : entraîner ».

### Carrière d'entraîneur

#### AC Arles (2016-2017)
Revenu à Arles pour parfaire sa formation d’entraîneur, il prend les U17 Nationaux en charge avant d’entraîner l’équipe première, retombée en Régional 2 sur la saison 2016-2017.

#### US Endoume Catalans (2017-2019)
Alors que son équipe est en tête de sa poule, et sera promue en fin de saison, il est engagé au mois de mars pour entraîner le club marseillais de l’USM Endoume Catalans, alors en Division d’Honneur. À l’issue de l’exercice, le club termine deuxième derrière l’AS Cannes et accède au National 3 tout en gagnant la Coupe de Provence,.
Bien que promu et dans la poule du SC Bastia, déterminé à retrouver le haut niveau au plus vite, l’US Endoume de Grégory Poirier finit champion de National 3 sur la saison 2017-2018. L’exploit se poursuit au niveau au-dessus en National 2 : à nouveau promu, Endoume joue les premières places du championnat jusqu’au bout, terminant 6e devant des clubs bien plus importants comme Hyères FC, FC Martigues, ainsi que les réserves de Lyon, Monaco, OGC Nice et l’Olympique de Marseille.

#### US Saint-Malo (2019-2020)
Ardemment convoité, il s’engage avec l’US Saint-Malo pour la saison 2019-2020, toujours en National 2. 

#### CS Sedan-Ardennes (2020)
À l’issue d’une saison tronquée par le Covid, il s’engage avec le CS Sedan-Ardennes à l’été 2020. Au bout de sept matchs, et malgré une seule défaite, il sera débarqué.

#### FC Martigues (2021-2024)

##### Saison 2021-2022
Il retrouve un poste la saison suivante, au FC Martigues,. Le club atteint son objectif, la montée en National, terminant premier de sa poule avec six points d’avance sur le second, le RC Grasse.

##### Saison 2022-2023
Une fois au troisième échelon national, son équipe ne nourrit à nouveau d’aucun complexe : au soir de la 23e journée, le FCM est 1er de National devant le Red Star FC, US Concarneau et FC Versailles. L’entraîneur des Audoniens, Habib Beye, s’est d’ailleurs fendu d’un hommage à l’issue de la rencontre entre les deux formations le 6 mars, au micro de Radio Maritima : « Je dis chapeau parce qu’aujourd’hui il réalise un championnat où il mérite d’être premier. Quand je vois les joueurs qu’ils ont, sa philosophie… Ils étaient menés 1-0, à aucun moment, il leur a dit de balancer des longs ballons, ils ont continué à jouer. C’est très appréciable pour le coach que je suis et je pense que l’on a des philosophies similaires même si les plans de jeu sont différents. J’ai beaucoup d’estime pour les autres coachs, mais j’espère qu’on montera tous les deux en Ligue 2 ». Au cours d'un entretien à Foot National, Grégory Poirier donne les enjeux d'une montée en Ligue 2 pour Martigues : « Quand tu montes de Ligue 2 à Ligue 1, tu veux jouer l’OM et le PSG. Mais monter de National à la Ligue 2, c’est un quotidien qui peut changer. Ça dépasse le cadre du sportif. Si jamais on arrive à monter, c’est le club qui devient professionnel avec une ville de 50.000 habitants qui pousse derrière. On vit un moment énorme. C’est là qu’il faut gérer les émotions ». Dans l'émission de RMC, After Foot, Grégory Poirier a confirmé qu'il était en lice pour suivre sur la saison 2023-2024 la formation du BEPF. Il est alors le seul coach de National en poste à ne pas en être titulaire. Sur les trois premières divisions françaises, ils sont trois dans ce cas avec Will Still (Reims) et Didier Digard (Nice). Il sera admis à la formation 2023-2024 en compagnie de Fabrice Abriel, Bryan Bergougnoux et Didier Digard. Battu à Bastia-Borgo à la surprise générale lors de l'avant-dernière journée de National, Martigues voit Concarneau et Dunkerque prendre les deux premières places et reste à quai. Après coup, Grégory Poirier parlera de traumatisme.

##### Saison 2023-2024
Mais la saison 2023-2024 sera la bonne, alors qu'il y avait d'autres favoris pour la montée comme le Red Star FC, Niort, Le Mans FC ou encore Dijon FCO. A la faveur d'une victoire contre le Nîmes Olympique lors de la dernière journée, Martigues termine deuxième derrière le Red Star. « On est quand même le seul club avec le statut amateur parmi les 10 premiers, avec le FC Rouen » observe alors Poirier dans un entretien à L’Équipe. Poirier décide alors de quitter le club sur un bilan flatteur : trois ans, deux montées, un taux de victoires supérieur à 50% (52 en 103 matchs). Mais une statistique tient encore plus à coeur à Grégory Poirier, qui l'expose dans l'émission « Le CD5 » diffusée sur YouTube : 8 joueurs qui ont joué le match de la montée contre Nîmes (Aymes, Djaha, Belloumou, Orinel, Tlili, Kembolo, Diawara et Kadir) étaient déjà au club à l'arrivée du coach à l'été 2021, pour le début du projet.

#### Red Star FC (2024- )
Le 04 juin 2024, Grégory Poirier est annoncé, via un communiqué de presse du Red Star, comme nouvel entraîneur du club audonien à la suite du départ d'Habib Beye.

## Palmarès
- Vainqueur de la Coupe de Provence en 2017
- Vice-champion de Régional 1 Méditerranée en 2017
- Champion de France de National 3 en 2018
- Champion de France de National 2 en 2022
- Vice-champion de France de National en 2024[20]